# Список премьер-министров Квебека
Премьер-министр Квебека (англ. Premier of Quebec, фр. Premier ministre du Québec) — глава правительства канадской провинции Квебек.

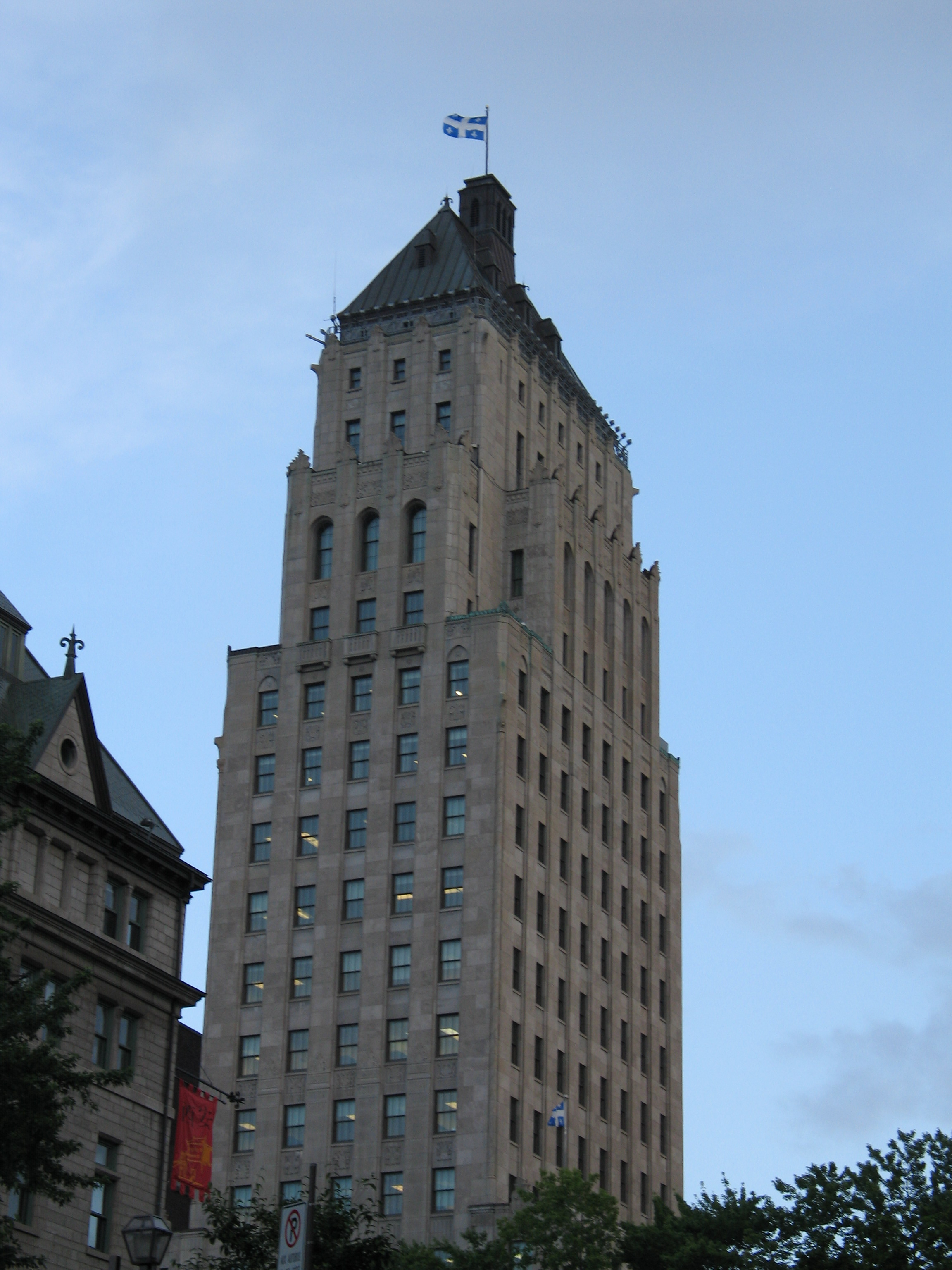
Édifice Price — здание, в котором расположен офис премьер-министра Квебека

В Квебеке действует британская парламентская система, согласно которой премьер-министром автоматически становится лидер правящей политической партии, которого официально утверждает лейтенант-губернатор. Правящей признаётся партия, имеющая больше депутатов в парламенте (Национальном собрании Квебека), чем конкурирующие партии, даже если это большинство не абсолютное. Депутаты избираются по мажоритарной системе: один округ — один депутат.
Выиграв выборы и заняв пост премьер-министра, лидер формирует правительство из депутатов своей партии. Если он уходит в отставку до новых выборов, его место занимает новый (иногда временный) лидер партии. Всеобщие выборы должны проводиться каждые пять лет с момента последних выборов, но премьер-министр может попросить досрочного роспуска законодательного собрания. Досрочные выборы также могут быть назначены, если правящая партия теряет доверие законодательного органа, когда в парламенте не проходит билль об ассигнованиях или его обсуждение приостановлено на неопределённый срок.
Должность премьер-министра Квебека была учреждена 1 июля 1867 года. Первым премьер-министром стал Пьер-Жозеф-Оливье Шово. С 1867 года премьер-министрами становились 30 человек. Нынешний премьер-министр Франсуа Лего (Коалиция за будущее Квебека) вступил в должность 18 октября 2018 года.

## Премьер-министры Квебека с 1867 года
Консервативная партия Квебека
 Либеральная партия Квебека
 Национальная партия
 Национальный союз
 Квебекская партия
 Коалиция за будущее Квебека
| №  | Фотография | Фамилия                                                                    | Срок полномочий                    | Избирательный округ (Регион)                                                       | Партия                      | Ссылки        |
| -- | ---------- | -------------------------------------------------------------------------- | ---------------------------------- | ---------------------------------------------------------------------------------- | --------------------------- | ------------- |
| 1  |            | Пьер-Жозеф-Оливье Шово Pierre-Joseph-Olivier Chauveau (1820—1890)          | 15 июля 1867 — 25 февраля 1873     | Квебек (Капиталь-Насьональ)                                                        | Консервативная партия       | [ 4 ] [ 5 ]   |
| 2  |            | Жедеон Уиме Gédéon Ouimet (1823—1905)                                      | 27 февраля 1873 — 22 сентября 1874 | Дё-Монтань (Лаврентиды)                                                            | Консервативная партия       | [ 6 ] [ 7 ]   |
| 3  |            | Шарль Буше де Бушевиль Charles Boucher de Boucherville (1822—1915)         | 22 сентября 1874 — 8 марта 1878    | Монтарвиль (Монтережи)                                                             | Консервативная партия       | [ 8 ] [ 9 ]   |
| 4  |            | Анри-Гюстав Жоли де Лотбиньер Henri-Gustave Joly de Lotbinière (1829—1908) | 8 марта 1878 — 31 октября 1879     | Лотбиньер (Шодьер — Аппалачи)                                                      | Либеральная партия          | [ 10 ] [ 11 ] |
| 5  |            | сэр Жозеф-Адольф Шапло Joseph-Adolphe Chapleau (1840—1898)                 | 31 октября 1879 — 31 июля 1882     | Тербон (Ланодьер)                                                                  | Консервативная партия       | [ 12 ] [ 13 ] |
| 6  |            | Жозеф-Альфред Муссо Joseph-Alfred Mousseau (1837—1886)                     | 31 июля 1882 — 23 января 1884      | Жак-Картье (Запад Монреаля)                                                        | Консервативная партия       | [ 14 ] [ 15 ] |
| 7  |            | Джон Джонс Росс John Jones Ross (1831—1901)                                | 23 января 1884 — 25 января 1887    | Шавиниган (Мориси)                                                                 | Консервативная партия       | [ 16 ] [ 15 ] |
| 8  |            | Луи-Оливье Тайон Louis-Olivier Taillon (1840—1923)                         | 25 — 29 января 1887                | Монкальм (Ланодьер)                                                                | Консервативная партия       | [ 17 ]        |
| 9  |            | Оноре Мерсье Honoré Mercier (1840—1894)                                    | 29 января 1887 — 21 декабря 1891   | Сент-Иасент (Монтережи, до 1890) Бонавантюр (Гаспези — Острова Мадлен, после 1890) | Национальная партия         | [ 19 ] [ 20 ] |
| —  |            | Шарль Буше де Бушевиль Charles Boucher de Boucherville (1822—1915)         | 21 декабря 1891 — 16 декабря 1892  | Монтарвиль (Монтережи)                                                             | Консервативная партия       |               |
| —  |            | Луи-Оливье Тайон Louis-Olivier Taillon (1840—1923)                         | 16 декабря 1892 — 11 мая 1896      | Монкальм (Ланодьер)                                                                | Консервативная партия       |               |
| 10 |            | Эдмунд Джеймс Флинн Edmund James Flynn (1847—1927)                         | 11 мая 1896 — 24 мая 1897          | Гаспе (Гаспези — Острова Мадлен)                                                   | Консервативная партия       | [ 21 ]        |
| 11 |            | Феликс-Габриель Маршан Félix-Gabriel Marchand (1832—1900)                  | 24 мая 1897 — 25 сентября 1900     | Сен-Жан (Монтережи)                                                                | Либеральная партия          | [ 22 ]        |
| 12 |            | Симон-Наполеон Паран Simon-Napoléon Parent (1855—1920)                     | 3 октября 1900 — 23 марта 1905     | Сен-Совёр (Капиталь-Насьональ)                                                     | Либеральная партия          | [ 23 ]        |
| 13 |            | Ломе Гуэн Lomer Gouin (1861—1929)                                          | 23 марта 1905 — 9 июля 1920        | Монреаль № 2 (до 1908) (Восток Монреаля) Порнёф (после 1908) (Капиталь-Насьональ)  | Либеральная партия          | [ 24 ] [ 25 ] |
| 14 |            | Луи-Александр Ташро Louis-Alexandre Taschereau (1867—1952)                 | 9 июля 1920 — 11 июня 1936         | Монморанси (Капиталь-Насьональ)                                                    | Либеральная партия          | [ 26 ]        |
| 15 |            | Аделяр Годбу Adélard Godbout (1892—1956)                                   | 11 июня — 26 августа 1936          | Л’Иле (Шодьер — Аппалачи)                                                          | Либеральная партия          | [ 27 ]        |
| 16 |            | Морис Дюплесси Maurice Duplessis (1890—1959)                               | 26 августа 1936 — 9 ноября 1939    | Труа-Ривьер (Мориси)                                                               | Национальный союз           | [ 28 ]        |
| —  |            | Аделяр Годбу Adélard Godbout (1892—1956)                                   | 8 ноября 1939 — 30 августа 1944    | Л’Иле (Шодьер — Аппалачи)                                                          | Либеральная партия          |               |
| —  |            | Морис Дюплесси Maurice Duplessis (1890—1959)                               | 30 августа 1944 — 7 сентября 1959  | Труа-Ривьер (Мориси)                                                               | Национальный союз           |               |
| 17 |            | Поль Сове Paul Sauvé (1907—1960)                                           | 11 сентября 1959 — 2 января 1960   | Дё-Монтань (Лаврентиды)                                                            | Национальный союз           | [ 29 ]        |
| 18 |            | Антонио Баррет Antonio Barrette (1899—1968)                                | 8 января 1960 — 5 июля 1960        | Жольет (Ланодьер)                                                                  | Национальный союз           | [ 30 ]        |
| 19 |            | Жан Лесаж Jean Lesage (1912—1980)                                          | 5 июля 1960 — 16 июня 1966         | Запад Квебека (Капиталь-Насьональ)                                                 | Либеральная партия          | [ 31 ] [ 32 ] |
| 20 |            | Дэниел Джонсон-ст. Daniel Johnson, Sr. (1915—1968)                         | 16 июня 1966 — 26 сентября 1968    | Баго (Монтережи)                                                                   | Национальный союз           | [ 33 ]        |
| 21 |            | Жан-Жак Бертран Jean-Jacques Bertrand (1916—1973)                          | 2 октября 1968 — 12 мая 1970       | Миссискуа (Эстри)                                                                  | Национальный союз           | [ 34 ]        |
| 22 |            | Робер Бурасса Robert Bourassa (1933—1996)                                  | 12 мая 1970 — 25 ноября 1976       | Мерсье (Восток Монреаля)                                                           | Либеральная партия          | [ 35 ]        |
| 23 |            | Рене Левек René Lévesque (1922—1987)                                       | 25 ноября 1976 — 3 октября 1985    | Тайон (Монтережи)                                                                  | Квебекская партия           | [ 36 ] [ 37 ] |
| 24 |            | Пьер-Марк Джонсон Pierre-Marc Johnson (род. 1946)                          | 3 октября 1985 — 12 декабря 1985   | Анжу (Восток Монреаля)                                                             | Квебекская партия           | [ 38 ]        |
| —  |            | Робер Бурасса Robert Bourassa (1933—1996)                                  | 12 декабря 1985 — 11 января 1994   | Сен-Лоран (Запад Монреаля)                                                         | Либеральная партия          |               |
| 25 |            | Дэниел Джонсон-мл. Daniel Johnson, Jr. (род. 1944)                         | 11 января 1994 — 26 сентября 1994  | Водрёй (Монтережи)                                                                 | Либеральная партия          | [ 39 ]        |
| 26 |            | Жак Паризо Jacques Parizeau (1930—2015)                                    | 26 сентября 1994 — 29 января 1996  | Л'Ассонсьон (Ланодьер)                                                             | Квебекская партия           | [ 40 ]        |
| 27 |            | Люсьен Бушар Lucien Bouchard (род. 1938)                                   | 29 января 1996 — 8 марта 2001      | Жонкьер (Сагеней — Озеро Сен-Жан)                                                  | Квебекская партия           | [ 41 ] [ 42 ] |
| 28 |            | Бернар Ландри Bernard Landry (1937—2018)                                   | 8 марта 2001 — 29 апреля 2003      | Вершер (Монтережи)                                                                 | Квебекская партия           | [ 43 ]        |
| 29 |            | Жан Шаре Jean Charest (род. 1958)                                          | 29 апреля 2003 — 19 сентября 2012  | Шербрук (Эстри)                                                                    | Либеральная партия          | [ 44 ] [ 45 ] |
| 30 |            | Полин Маруа Pauline Marois (род. 1949)                                     | 19 сентября 2012 — 23 апреля 2014  | Шарлевуа — Кот-де-Бопре (Капиталь-Насьональ)                                       | Квебекская партия           | [ 46 ]        |
| 31 |            | Филипп Куйяр Philippe Couillard (род. 1957)                                | 23 апреля 2014 — 18 октября 2018   | Роберваль (Сагеней — Озеро Сен-Жан)                                                | Либеральная партия          | [ 47 ]        |
| 32 |            | Франсуа Лего François Legault (род. 1957)                                  | 18 октября 2018 — наст. время      | Ассомпсьон (Ланодьер)                                                              | Коалиция за будущее Квебека |               |

## Статистика
Дольше всех в должности пребывали:
- Морис Дюплесси — 18,2 года
- Луи-Александр Ташро — 15,9 лет
- Ломер Гуэн — 15,3 года

Меньше всех в должности пребывали:
- Пьер-Марк Джонсон — 70 дней
- Поль Сове — 113 дней
- Антонио Баррет — 179 дней

## Ныне живущие бывшие премьер-министры
По состоянию на ноябрь 2018 года живы пять бывших премьер-министров Квебека.
| Фамилия            | Срок полномочий | Дата рождения   |
| ------------------ | --------------- | --------------- |
| Пьер-Марк Джонсон  | 1985            | 5 июля 1946     |
| Дэниел Джонсон-мл. | 1994            | 24 декабря 1944 |
| Люсьен Бушар       | 1996—2001       | 22 декабря 1938 |
| Жан Шаре           | 2003—2012       | 24 июня 1958    |
| Полин Маруа        | 2012—2014       | 29 марта 1949   |